# Carita Holmström
Pour les articles homonymes, voir Holmström.
Carita Holmström (née le 10 février 1954 à Helsinki) est une pianiste, chanteuse et auteure-compositrice finlandaise. Elle a composé et joué du jazz et de la musique classique durant sa carrière. Elle a représenté la Finlande lors du concours Eurovision de la chanson 1974 avec la chanson Keep Me Warm (en), finissant treizième.

## Discographie
- We are what we do (1973)
- Toinen levy (1974)
- Two Faces (1980)
- Aquamarin (1984)
- Time of Growing (1990)
- DUO! (1994)
- Jos tänään tuntis' huomisen 1973-1974 (If Today Would Know Morrow)